# Sonata cho vĩ cầm số 1 (Saint-Saëns)
Sonata cho vĩ cầm số 1 cung Rê thứ, Op . 75, là một tác phẩm được sáng tác bởi Camille Saint-Saëns vào tháng 10 năm 1885. Được sáng tác dành tặng riêng cho Martin Pierre Marsick, nhạc phẩm được công diễn lần đầu vào ngày 9 tháng 1 năm 1886 tại Paris. Bản sonata này đã được gọi là ''một trong những kiệt tác bị lãng quên của Saint-Saëns''.

## Lịch sử
Sonata cho vĩ cầm là hình thức sáng tác âm nhạc mà Saint-Saëns đã nằm lòng: ông hoàn thành bản sonata vĩ cầm cung Si giáng trưởng năm 1842 khi mới 6 tuổi, và đã từng bỏ dở một bản sonata vĩ cầm khác cung Fa trưởng trong khoảng những năm 1850–1851 sau khi sáng tác đến chương thứ hai. Những tác phẩm khi ông còn trẻ này vẫn không được xuất bản cho đến tận năm 2021.
Vào tháng 8 năm 1885, Saint-Saëns đã viết thư cho nhà xuất bản Durand của mình rằng ông dự định sáng tác một "bộ song tấu lớn cho dương cầm và vĩ cầm" trong thời gian thực hiện chuyến lưu diễn tới nước Anh theo kế hoạch. Đến ngày 13 tháng 10, bản sonata được hoàn thành và ông nhận được một khoản phí đáng kể là 1.200 franc. Bản sonata được nhà soạn nhạc và Otto Peiniger công diễn lần đầu 4 ngày sau đó ở Huddersfield và một lần nữa ở Leeds và Luân Đôn.
Tác phẩm được dành tặng cho Martin Pierre Marsick, một nghệ sĩ vĩ cầm và giáo sư tại Nhạc viện Paris, để kỷ niệm chuyến lưu diễn của họ đến Thụy Sĩ. Buổi biểu diễn đầu tiên ở Paris do Saint-Saëns và Marsick tổ chức vào ngày 9 tháng 1 năm 1886 tại hội âm nhạc thính phòng La Trompette, nơi Saint-Saëns thường lui tới.

## Cấu trúc
Bản sonata bao gồm bốn chương trong hai phần; chương thứ nhất và thứ hai cũng như thứ ba và chương cuối được kết hợp với nhau (attacca).  Saint-Saëns đã sử dụng hình thức này - chương mở đầu nhanh dẫn đến chương thứ hai chậm, tiếp theo là scherzo và chương cuối - trong concerto cho dương cầm thứ tư của ông trước đây, và hình thức này còn được sử dụng lần nữa trong bản giao hưởng thứ ba của ông.
1. Allegro agitato
Chương mở đầu được sáng tác dưới hình thức sonata. Số chỉ nhịp của chủ đề đầu tiên xen kẽ giữa nhịp  6
8 và 9
8, mang lại một cảm giác hối hả, cấp bách.[3]

Chủ đề thứ hai đơn giản và dễ hiểu hơn, nhưng dường như có dấu hiệu nhịp bốn phách, mặc dù được sáng tác ở nhịp 6
8. Phần phát triển được viết một thời gian ngắn trên đàn piano trong nhịp 2
4 , trước khi nhịp 6
8 quay trở lại chủ đề chính trên bậc át.[3]
2. Adagio
Số chỉ nhịp tiếp tục lưỡng lự trong ba phần Adagio (3
4). Ví dụ, phần giữa thể hiện nhịp bốn phách chứ không phải nhịp ba phách.[3]
3. Allegretto moderato
Phần Allegretto moderato là một scherzo sống động, trong đó nhịp 3
8 được nhấn mạnh rõ ràng.[3]

Giai điệu của phần B rút ra từ chủ đề thứ hai của chương đầu tiên.[3]
4. Allegro molto
Phần Allegro molto () được tổ chức theo phong cách moto perpetuo[b], liên tục bị ngắt quãng, đầu tiên là chủ đề mới, sau đó là chủ đề thứ hai của chương đầu tiên.[3]

Thời gian chơi bản sonata này dao động khoảng 21 phút.

## Di sản
Trong một bức thư gửi cho Durand vào ngày 18 tháng 11 năm 1885, Saint-Saëns đã tự nhận xét về độ khó trong kỹ thuật diễn tấu của bản sonata, ông gợi ý rằng chỉ có một sinh vật huyền thoại mới có thể thành thạo chương cuối: "Tôi hãi hùng tự hỏi bản sonata này sẽ trở nên như thế nào dưới cây vĩ của một nghệ sĩ vĩ cầm bình thường không kém gì những nghệ sĩ vĩ cầm phi thường của tôi; và nó sẽ được gọi là 'bản sonata của bằng mã' ". Ông tin chắc rằng "thời khắc vinh quang của tác phẩm đã bắt đầu" và "tất cả các nghệ sĩ vĩ cầm sẽ gắn kết lại với nhau từ bên này đến bên kia của trái đất".
Saint-Saëns sau này gọi tác phẩm là một "bản sonata hòa nhạc", và các nhà viết tiểu sử của ông đã so sánh nhạc phẩm với bản Kreutzer Sonata của Beethoven. Tác phẩm nhanh chóng trở nên phổ biến, và chính Saint-Saëns thường đưa bản sonata này vào các buổi hòa nhạc của riêng mình. Nhạc phẩm cũng được quảng bá bởi các nghệ sĩ dương cầm như Louis Diémer, Raoul Pugno và Édouard Risler, và các nghệ sĩ vĩ cầm như Eugène Ysaÿe và Jacques Thibaud. Bản sonata sau đó đã truyền cảm hứng cho Marcel Proust, người đã đề cập trong cuốn Jean Santeuil, được viết vào những năm 1890. Bản sonata dường như có liên quan đến bản sonata Vinteuil hư cấu trong cuốn tiểu thuyết Đi tìm thời gian đã mất.
Sonata số 1 được biên soạn cho cello và dương cầm bởi Ferdinando Ronchini (1911), và cho đàn hạc và vĩ cầm bởi Clara Eissler (1907).
Jeremy Nicholas đã gọi bản sonata dành cho violin số 1 này là một kiệt tác bị lãng quên, cùng với bản thất tấu và tứ tấu dương cầm của ông.